# Jacetanos

Ethnographic Iberia 200 BCE-es

Os jacetanos (ou iacetanos; em grego clássico: iakketanoi; em latim: iacetani) foram um povo pré-romano que existiu na zona norte de Aragão, Espanha, junto aos Pirenéus. A sua capital era Iaca (atual Jaca). Segundo Estrabão, ocupava uma região que ia dos Pirenéus até onde hoje se situam Lérida e Huesca. Crê-se que podem estar relacionados com aquitanos e sabe-se que cunhavam moeda. São também referidos nos textos de Plínio, o Velho e Ptolemeu.
A sua pertença aos povos vascões é discutida, pois encontravam-se numa ampla zona entre a fronteira celtibera do rio Ebro e o norte de Navarra. Estrabão refere-se nas suas crónicas sobre Sertório aos iakketanoi como um povo independente dos vascões, embora o também historiador grego Ptolemeu os identifique como vascões. Algumas teorias sugerem que se tratou de um povo originário da Aquitânia, que cruzou os Pirenéus e se estabeleceram em zonas dos vascões.
Este povo montanhês era inimigo dos suessetanos das planícies, que sofriam saques levados a cabo pelos habitantes de Iaca. Os jacetanos foram derrotados pelos romanos em 195 a.C., quando Catão, o Velho conquistou a sua capital com apoio dos suessetanos, que distraíram o exército jacetano. Não existem menções aos jacetanos depois desse evento do início do século II, apesar de continuarem a cunhar moeda própria que usavam escrita ibérica e tinham a inscrição «I.A.Ca» que deu origem ao seu nome, o que está em linha com a menção de Estrabão, que data do final do século I a.C. e início do século I d.C.. No ano 19 d.C., após as Guerras Cantábricas, o seu território foi incorporado no Império Romano, mas na qualidade de tributários de Roma, e não de associados, o que os excluia não só do direito à cidadania romana, como também do estatuto de povo protegido pelo direito romano, colocando-os numa situação jurídica precária dentro do império em relação a outros povos da região, como por exemplo os sedetanos.
Segundo Estrabão, a sociedade jacetana tinha traços de matriarcado e a atividade económica fundamentalmente pecuária, complementada com uma agricultura ao serviço da atividade de criação de gado. A guerra e o saque, frequentes contra os vizinhos do sul, os suessetanos, que povoavam uma fértil planície cerealífera, correspondente à atual comarca de Cinco Villas, eram uma forma de aliviar as necessidades em períodos de maior penúria.
Sabe-se muito pouco acerca deste povo, pois foram encontrados muito poucos restos arqueológicos nos seus territórios. A pouca cerâmica descoberta pode ser derivada da cerâmica da cultura dos Campos de Urnas de origem ibera.
Existe alguma confusão entre jacetanos e lacetanos, pois algumas fontes antigas confundem os dois povos.